# مستنداتي
على نظام التشغيل مايكروسوفت ويندوز (باستثناء ويندوز إن تي),  مستنداتي أو وثائقي (بالإنجليزية: My Documents)‏ هو اسم مجلد خاص على القرص الصلب للحاسوب، يستخدم عادة لتخزين الملفات الخاصة بالمستخدم من وثائق، صور, موسيقى، تنزيلات, وغيرها من الملفات.